# Општина Гогошу
Општина Гогошу (рум. Comuna Gogoșu) је општина у округу Мехединци у Румунији.

## Становништво и насеља
Општина Гогошу је на попису 2021. године имала 3.910 становника, за 111 више (+2,92%) од претходног пописа 2011. године када је било 3.799 становника.
Већину становништва чине Румуни (55,78%) са значајним присуством Рома (30,28%). У погледу религије навише има православаца (82,89%), а има и пентекосталаца (2,97%).
| Етнички састав према попису из 2021.‍ | Етнички састав према попису из 2021.‍ | Етнички састав према попису из 2021.‍ | Етнички састав према попису из 2021.‍ | Етнички састав према попису из 2021.‍ |
| ------------------------------------ | ------------------------------------ | ------------------------------------ | ------------------------------------ | ------------------------------------ |
|                                      |                                      |                                      |                                      |                                      |
| Румуни                               | Румуни                               |                                      | 2.181                                | 55,78%                               |
| Роми                                 | Роми                                 |                                      | 1.184                                | 30,28%                               |
| Остали                               | Остали                               |                                      | 3                                    | 0,08%                                |
| Непознато                            | Непознато                            |                                      | 542                                  | 13,86%                               |

| Етнички састав према попису из 2011.‍ | Етнички састав према попису из 2011.‍ | Етнички састав према попису из 2011.‍ | Етнички састав према попису из 2011.‍ | Етнички састав према попису из 2011.‍ |
| ------------------------------------ | ------------------------------------ | ------------------------------------ | ------------------------------------ | ------------------------------------ |
|                                      |                                      |                                      |                                      |                                      |
| Румуни                               | Румуни                               |                                      | 2.992                                | 78,76%                               |
| Роми                                 | Роми                                 |                                      | 461                                  | 12,13%                               |
| Остали                               | Остали                               |                                      | 2                                    | 0,05%                                |
| Непознато                            | Непознато                            |                                      | 344                                  | 9,06%                                |

### Насеља
Општина се састоји из 4 насеља:
| Насеље         | Румунски назив | Број становника | Број становника | Број становника |
| Насеље         | Румунски назив | 2002.           | 2011.           | 2021.           |
| -------------- | -------------- | --------------- | --------------- | --------------- |
| Балта Верде    |                | 1.314           | 1.165           | 1.060           |
| Бурила Мика    |                | 990             | 833             | 1.063           |
| Гогошу         |                | 1.205           | 1.028           | 1.046           |
| Острову Маре   |                | 1.909           | 773             | 741             |
| Општина Гогошу |                | 5.418           | 3.799           | 3.910           |